# Periproctoides lukeniensis
Periproctoides lukeniensis är en skalbaggsart som beskrevs av Marc Lacroix 2006. Periproctoides lukeniensis ingår i släktet Periproctoides och familjen Melolonthidae. Inga underarter finns listade i Catalogue of Life.